# 菲利普·埃里克松
菲利普·埃里克松（瑞典語：Filip Ericsson，1882年5月25日—1951年12月25日），瑞典前男子帆船运动员。他曾代表瑞典参加1912年夏季奥林匹克运动会帆船比赛，获得男子10米级金牌。